# Formulering (taalkunde)
Formulering is in de taalkunde de wijze waarop iets bepaalds (een idee, gedachte, concept enz.) onder woorden wordt gebracht.
Om goed te kunnen formuleren zijn schrijfstijl en grammatica belangrijk, maar een formulering omvat meer dan alleen zinsbouw op grammaticaal en syntactisch niveau. Voor formuleren is ook de boodschap en de context waarin dat moet plaatsvinden van belang. Om een boodschap zonder dubbelzinnigheden over te brengen, moet ervoor worden gezorgd dat de zinnen die worden geformuleerd juist zijn. Zo kan verwarring en miscommunicatie worden voorkomen.